# Žofie Jagellonská (1464–1512)
Žofie Jagellonská (polsky Zofia Jagiellonka, německy Sofia Jagiellonka) (4. května 1464, Krakov – 5. října 1512, Ansbach) byla polskou královnou, litevskou kněžnou, braniborskou markraběnkou (1487) v Ansbachu a Bayreuthu. Pocházela z rodu Jagellonců. Byla dcerou Kazimíra IV. Jagellonského a Alžběty Habsburské, dcery Albrechta I. Habsburského. Dne 14. února 1479 se provdala za braniborského markraběte Fridricha I. Braniborsko-Ansbašského (1460–1536). Byla matkou Albrechta Braniborsko-Ansbašského, velmistra Řádu německých rytířů.

## Život

### Rodový původ a dětství
Byla druhou dcerou a šestým potomkem Kazimíra IV. Jagellonského a jeho ženy Alžběty Habsburské. Jméno Žofie dostala na památku své babičky, Sofie Litevské, vdově po Vladislavu II. Jagello.
Jejími sourozenci byli:
- bratři: Vladislav II. Jagellonský, Svatý Kazimír, Jan I. Olbracht, Alexandr I. Jagellonský, Zikmund I. Starý a Fridrich Jagellonský (1468–1503);
- sestry: Hedvika Jagellonská (1457–1502), Alžběta I. Jagellonská (1465–1466), Alžběta II. Jagellonská (1472–1480/1481), Anna Jagellonská, Barbora Jagellonská a Alžběta III. Jagellonská (1482–1517).

Byla pokřtěna v Krakově, biskupem Janem Gruszczyńskim erbu Poraj (1405–1473). O vzdělání a výchově se nedochovaly žádné dokumenty.

### Svatební politika
V roce 1468 byl připraven plán na zásnuby Žofie s Maxmiliánem I. Habsburským, synem císaře Fridricha III. Habsburského. S nabídkou přijel 8. dubna 1468 olomoucký biskup Protáz Černohorský z Boskovic (1458–1482), posel uherského krále Matyáše Korvína. Olomoucký biskup usiloval o manželství uherského krále s Hedvikou Jagellonskou (1457–1502). Druhá dcera, Žofie se měla provdat za Maxmiliána I. Habsburského.
Tímto způsobem měly princezny, předat práva k nabytí polského království – Hedvika Uhrám a Žofie Rakousku. Matka obou princezen Alžběta Habsburská byla sestrou zemřelého a bezdětného Ladislava Pohrobka, českého a uherského krále, rakouského knížete. Díky této sňatkové politice by měl Kazimír IV. Jagellonský záruky, že v budoucnu budou vládnout v Uhrách a Rakousku jeho vnukové po ženské linii.
Manželství obou princezen mělo vytvořit také velkou koalici Jagellonců, Korvínů a Habsburků proti českému králi Jiřímu z Poděbrad.
Kazimír IV. Jagellonský zůstal s tímto plánem nevyslyšen. Krátce po návštěvě Protáze Černohorského, se 16. května 1468 ohlásil posel Jiřího z Poděbrad, Albrecht Kostka z Postupic a jménem svého panovníka předložil nabídku, kdy nástupnictví na českém trůnu nabídl jednomu ze synů Kazimíra IV. Jagellonského.

### Svatba s Fridrichem I. Braniborsko-Ansbašským

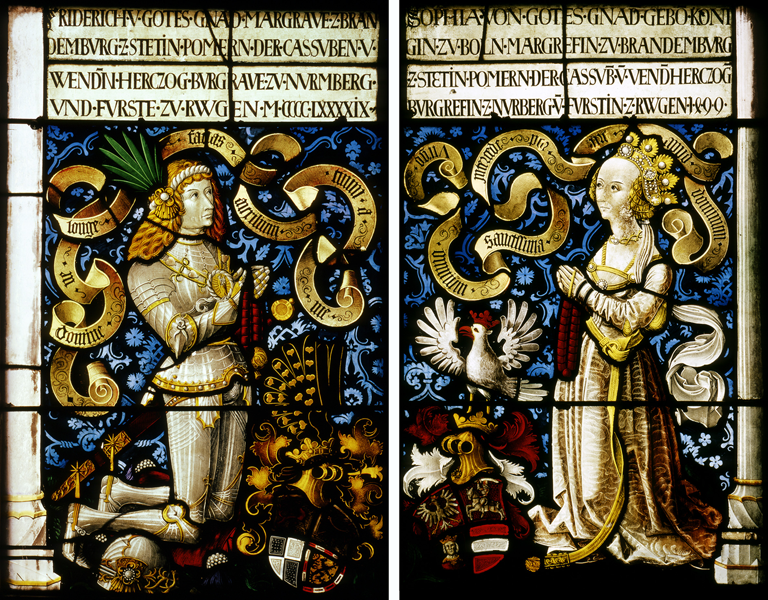
Fridrich I. Braniborsko-Ansbašský a Žofie Jagellonská. Dvojportét od Hanse Kambergera

Není písemně doloženo, kdy došlo k politické přípravě svatby Žofie a Fridricha I. Braniborsko-Ansbašského, syna braniburského markraběte Albrechta III. Achilla. Historici připouští, že k tomu mohlo dojít okolo roku 1470, kdy v Braniborsku byli polští poslové Dersław z Rytwian erbu Jastrzebiec (1414–1478) a Stanislaw Ostroróg erbu Nalecz (1400–1477). V roce 1473 polští poslové Pawel Jasienski z Jasience (†1485), starosta chelmský a belzský a Stanisław Kurozwecki erbu Poraj (1440–1482), královský kancléř a sekretář, vedli vyjednávání o sňatku mez Žofii a Fridrichem I., které byly zakončeny svatební smlouvou, podepsanou dne 7. prosince 1473 v německém Cadolzburgu.
Otec Žofie, Kazimír IV., hledal mezi německými knížaty spojence, kteří by mu pomohli vyvinout nátlak na císaře Fridricha III. Habsburského, aby uznal jako nového českého krále jeho nejstaršího syna Vladislava Jagellonského. Současně otec Fridricha I., Albrecht III. Achilles, byl znepokojen expansí uherského krále Matyáše Korvína do Slezska a do Lužice. Hledal tedy spojenectví mezi jeho nepřáteli, kterými byli u Jagellonci.
Detaily manželství byly projednávány ještě několik let. K plánované svatbě na 20. března 1474 nedošlo (per procura), ani k plánovanému setkání poslů Jagellonců se zástupci Hohenzollernů v Pniewách dne 23. června 1747. V říjnu 1475 byla v Poznani podepsána manželská smlouva, kterou podepsal Fridrich II. Sesselmann (1410–1483), německý duchovní a lubušský biskup (za Hohenzollerny) a Stanisław Kurozwecki, krakovský kanovník (za Jagellonce). Věno Žofie mělo činit 32 000 florenů.
Dne 11. listopadu 1475 Albrecht III. Achilles přislíbil své budoucí snaše věno ve výši 64 000 florenů. Svatba se měla konat v Poznani, ale Albrecht III. změnil místo na Frankfurt nad Odrou.
Dne 13. února 1479 se Žofie, rozloučila s rodinou, a odjela z Piotrkowa do Frankfurtu. Na cestě ji doprovázeli mimo jiné warminský biskup Andrzej Oporowski erbu Sulima (†1483), poznaňský vévoda Maciej Moszynski erbu Lodzia (1420–1492/1493), lučický vévoda Mikolaj z Kutna erbu Ogonczyk (1430–1493) a dvorní maršál Piotr Kurozwecki řečený Piorun (†1499).
Dne 14. února 1479 se Žofie ve Frankfurtu na Odrou provdala za Fridricha I., braniborského markraběte na Ansbachu. Jak napsal kronikář Jan Dlugosz, byla to skromná svatba: „bylo tak tiše a uboze, že ani královským dvořanům nebylo dopřáno běžného jídla, a královští poslanci, rytíři a úředníci, kteří přijeli s královnou, nedostali žádné dary.“
S výplatou věna Žofii byly jisté komplikace. Dne 25. prosince, na Boží hod roku 1479, měl Kazimír IV. zaplatit první splátku věna ve výši 6 000 guldenů. Polský král požádal o přesunutí termínu, s čímž Albrecht III. souhlasil. Z důvodu, že věno bylo vyplaceno, nemohla Žofie převzít na ně vázané majetky, které ji byly Albrechtem III. přislíbeny.

### Žofie jako braniborská markraběnka

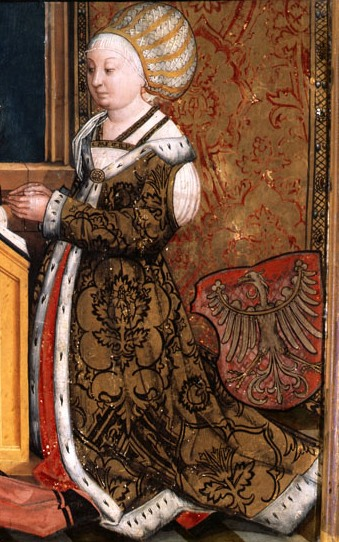
Žofie Jagellonská

Dne 11. března 1486 zemřel Albrecht III. Achilles, braniborský markrabě a tchán Žofie. Její manžel Fridrich I. spolu se svým bratrem Zikmundem Braniborským (1468–1495) zdědili Franky. Fridrich I. dostal Ansbach, Zikmund dostal Bayreuth, jejich matka Markéta Bádenská získala vdovská práva. Žofie se stala markraběnkou v Ansbachu.
V roce 1486 manželský pár hostil v Ansbachu císaře Fridricha III. Habsburského.
Po dobu manželství existovala situace s nevyplacením věna nevěsty, tedy Žofie. V roce 1489 Vladislav II. slíbil Fridrichovi I., že přiměje svého otce k výplatě věna. Za vyplacené peníze měl Fridrich I. získat české léno ve Francích. V roce 1493 poslal Fridrich I. družinu k Janu I. Olbrachtovi, aby si vyzvedli peníze z věna. Dne 30. září 1495 psala Žofie dopis Vladislavu II., aby jí vyplatil slíbené peníze. Věno bylo vyplaceno až jejím synům, v několika splátkách v letech 1533, 1535 a 1537.
Fridrich I. udržoval kontakt s bratry Žofie. Na jaře 1494 byl na sjezdu v Levoči, kde byl přítomen Vladislav II., Jan I. Olbracht, Zikmund I. Starý, také kardinál Fridrich Jagellonský (1468–1503). Také plánoval více utužit vtahy mezi rody Hohenzollernů a Jagellonci, kdy Barbora, mladší sestra Žofie si měla vzít Joachima I Nestora (1484–1535), bratrance Fridricha I., jako nástupce na braniborském trůnu. Vladislav II. se měl oženit s Amalií (1461–1481), sestrou Fridricha I. K realizaci těchto záměrů nedošlo.
Z dopisu Anny, dcery Fridricha II. Saského a vdově po Albrechtu III., z 13. dubna 1505 lze vyčíst, že v té době byla Žofie již vážně nemocná. V březnu 1509 spolu se svým manželem a synem Jiří byla v Praze, kdy se účastnila korunovace svého bratrance Ludvíka II. Jagellonského.
Žofie zemřela 5. října 1512 v Ansbachu. Byla pochována v cisterciáckém klášteře Heilsbronn. Její manžel uspořádal nezvykle okázalou smuteční hostinu, kdy v průběhu jedné noci bylo vypito 1500 měřic vína (8773,5 litrů), byli snědeni 2 voli a 600 ryb.

### Potomci

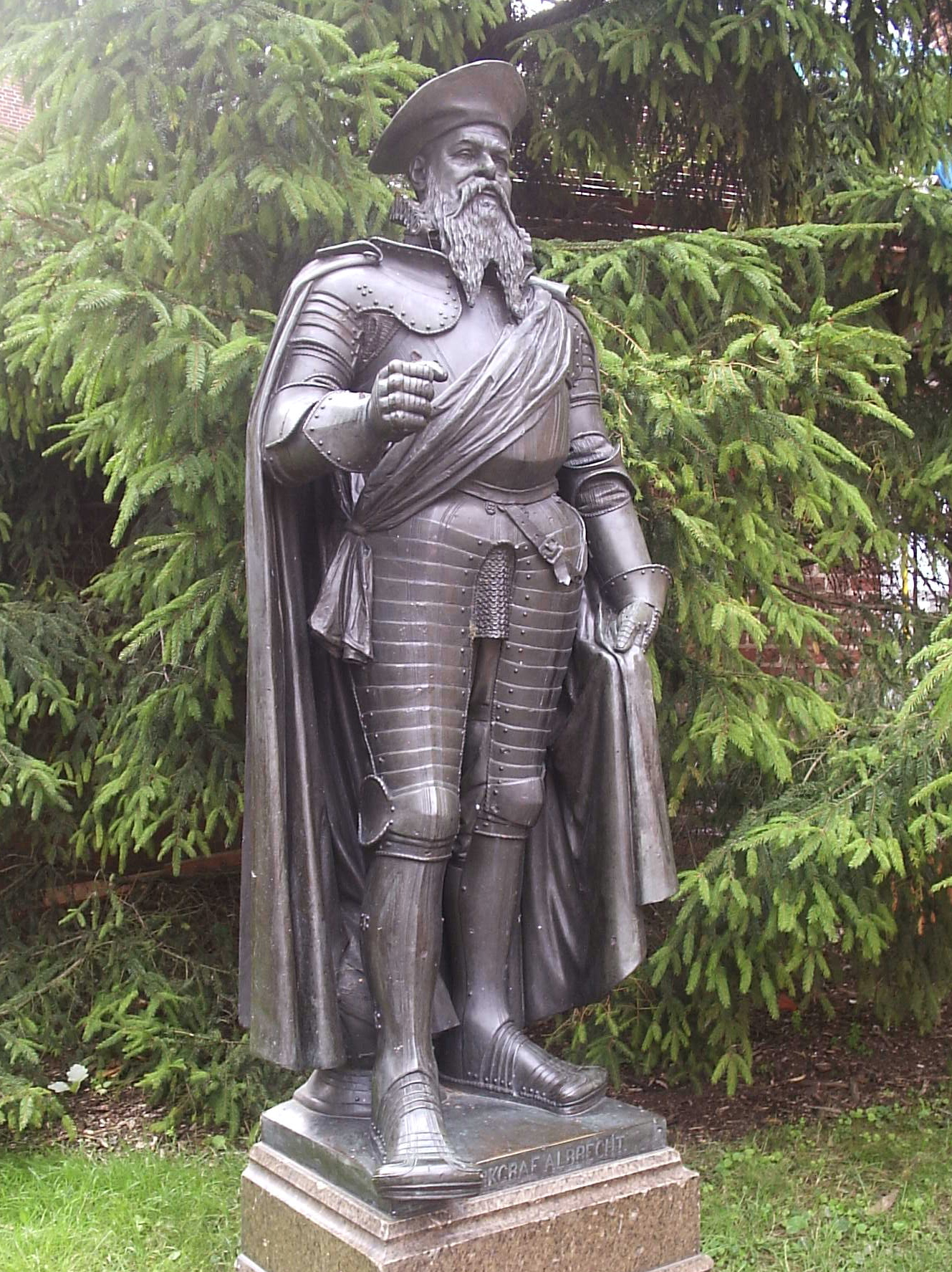
Jeden ze synů Žofie, Albrecht Braniborsko-Ansbašský, velmistr Řádu německých rytířů. Socha je umístěna na hradě Malbork v Polsku.

V manželství Žofie Jagellonská a Fridricha I. Braniborsko-Ansbašského se narodilo osmnáct dětí. V historii rodu Jagellonců byla Žofie jedinou ženou, která měla tolik dětí.
- 1. Alžběta (*/† 1480)
- 2. Kazimír (27. prosince 1481 – 21. září 1527), markrabě braniborsko-kulmbašský, ⚭ 1518 Zuzana Bavorská (2. dubna 1502 – 23. dubna 1543)
- 3. Markéta (10. ledna 1483 – 10. července 1532)
- 4. Jiří (4. března 1484 – 27. prosince 1543), kníže ratibořský, opolský a krnovský, markrabě braniborsko-ansbašský,
⚭ 1509 Beatrice Frankopan (1480–1510)
⚭ 1525 Hedvika Minsterberská (10. června 1508 – 28. listopadu 1531)
⚭ 1533 Emílie Saská (27. července 1516 – 9. dubna 1591)
- 5. Žofie (10. března 1485 – 24. května 1537), ⚭ 1518 Fridrich II. Lehnický (14. února 1480 – 18. září 1547), lehnický a břežský kníže
- 6. Marie (*/† 1486)[7]
- 7. Anna (5. května 1487 – 7. února 1539), ⚭ 1518 Václav II. Těšínský (1488/96–1524), kníže těšínský
- 8. Barbora (31. července 1488 – 2. května 1490)
- 9. Albrecht (16. května 1490 – 20. března 1568), velmistr Řádu německých rytířů a pruský kníže,
⚭ 1526 Dorotea Dánská (1. srpna 1504 – 11. dubna 1547)
⚭ 1547 Anna Marie Brunšvicko-Lüneburská (23. dubna 1532 – 20. března 1568)
- 10. Fridrich (1491–1497)
- 11. Jan (9. ledna 1493 – 5. července 1525), ⚭ 1519 Germaine z Foix (1488–1536)
- 12. Alžběta (25. března 1494 – 31. května 1518), ⚭ 1510 Arnošt Bádenský (7. října 1482 – 6. února 1533), markrabě bádenský
- 13. Barbora (24. září 1495 – 23. září 1552), ⚭ 1527 Jiří III. z Leuchtenberka (13. prosince 1502 – 21. května 1555), lankrabě leuchtenberský
- 14. Fridrich (17. ledna 1497 – 20. srpna 1536), würzburský probošt[8]
- 15. Vilém (30. června 1498 – 4. února 1563), rižský arcibiskup v letech 1539–1561
- 16. Jan Albrecht (20. září 1499 – 17. května 1550), magdeburský arcibiskup
- 17. Fridrich Albert (30. listopadu 1501 – 24. července 1504)
- 18. Gumpert (16. července 1503 – 25. června 1528), bamberský a würzburský probošt[9]